# Heinrich Alken
Heinrich Alken fue un escultor y pintor alemán nacido el 17 de febrero de 1753 en Mayen y fallecido el 18 de octubre de 1827.

## Datos biográficos
Heinrich Alken se casó el 21 de abril de 1777 con Maria Gertruda Newinger (1752-1800). Después de la muerte de su primera esposa contrajo de nuevo matrimonio el 18 de febrero de 1801 con Catharina Knauf († 29 de marzo de 1813).
La historia del arte en la región de Eifel quedó marcada por una serie de esculturas y pinturas realizadas por Heinrich Alken. En muchas iglesias de Eifel y el Mosela siguen conservados ejemplos de su obra.  Así, por ejemplo, en la Iglesia de San Clemente de Mayenpueden verse  las obras siguientes:
Crucifixión, Virgen María ante la cruz y San José, Santa Catalina, San Matías, San Miguel, San Severino, San Juan Nepomuceno y San Wendelin.
En el Museo Eifler Landschaft de Genovevaburg se conservan un San Veit arrodillado, la cabeza de Cristo, la cabeza de un ángel, un San Juan Nepomuceno, el papel decorado de la repisa de una chimenea, la pintura al óleo de los discípulos de San Juan discípulos, una vista desde Mayen (dibujo a pluma y tinta de 1779), un Judas Tadeo y una María Inmaculada. En la Schafsstallkapelle (Capilla del Portal de Belén)  de Mayen, se instalaron en 2003 algunos relieves de toba volcánica tallados por Heinrich Alken.
También se encuentran  figuras valiosas y altares realizados por Heinrich Alkens en otras comunidades parroquiales de la región de Eifel como Alflen , Eich, St. Johann, Nitztal y Monreal. También el Tesoro de la Catedral de Colonia  contiene obras de arte de Heinrich Alken.
Particularmente digno de mención es el hecho de que Heinrich Alken participó en la construcción de la gran nave del Estado del último Arzobispo Elector Clemente Wenceslao en el año 1780-1781 junto al arquitecto Johannes Seiz. 